# 利福布汀
利福布汀（英語：Rifabutin, 簡稱Rfb），是一種抗生素，用於結核病的治療，以及鳥型結核分枝桿菌的預防與治療。本品通常僅使用於無法耐受利福平治療的病患，如正在使用抗反轉錄病毒藥物的愛滋病患者。治療開放性結核病時，本品常與其他抗分枝桿菌藥物合併投用。治療潛伏性結核病時，若非抗藥性結核病暴露，則可以單獨投予。
常見副作用為腹痛、噁心、紅疹、頭痛、嗜中性白血球低下，其他可能的副作用為肌肉痠痛及葡萄膜炎。雖然尚缺乏懷孕患者用藥安全相關研究，但目前尚未發現危害。本品屬於利福黴素類藥物，可抑制細菌合成核糖核酸（英語：RNA）
1992年，利福布汀首度在美國核准於醫藥用途。本品列名於世界衛生組織基本藥物標準清單之中。